# Diego García (maratończyk)
Diego García Corrales (ur. 12 października 1961 w Azkoitia, zm. 31 marca 2001 w Azpeitia) – hiszpański lekkoatleta.
Na początku kariery uprawiał biegi przełajowe oraz na 10 000 m. W 1989 zdecydował się na uprawianie maratonu. W 1991 zajął 14. miejsce na mistrzostwach świata i 23. w maratonie londyńskim. 
W 1992 zajął 9. miejsce na igrzyskach olimpijskich z czasem 2:14:56. W 1994 został wicemistrzem Europy w maratonie z czasem 2:10:46. W 1995 wygrał maraton w Sewilli z czasem 2:11:21. W 1996 był 53. na igrzyskach olimpijskich z czasem 2:22:11. W 1997 otrzymał Premio Príncipe de Asturias de los Deportes.
Zmarł 31 marca 2001 na zawał serca, którego doznał podczas treningu.
Rekordy życiowe:
- 10000 m – 28:42,66 ( San Sebastián, 5 lipca 1997)
- półmaraton – 1:03:14 ( Azpeitia, 30 czerwca 1996)
- maraton – 2:09,51 ( Fukuoka, 3 grudnia 1995)